# サカーカ
サカーカ (アラビア語: سكاكا) は、サウジアラビア北西部の都市。ネフド砂漠の北部に位置するオアシス都市で、ジャウフ州の州都である。2010年の人口は24万2813人である。
サカーカは豊富な農業用水に恵まれ、主要農産物であるデーツ（20万本のナツメヤシの木がある）とオリーブ（120万本の木がある）だけでなく、多くの農業プロジェクトが実行されている。周囲の農場数は16000にのぼり、国内最大の有機農場であるWatania農場などの大規模農業ビジネスが盛んに行われている。

## 史跡

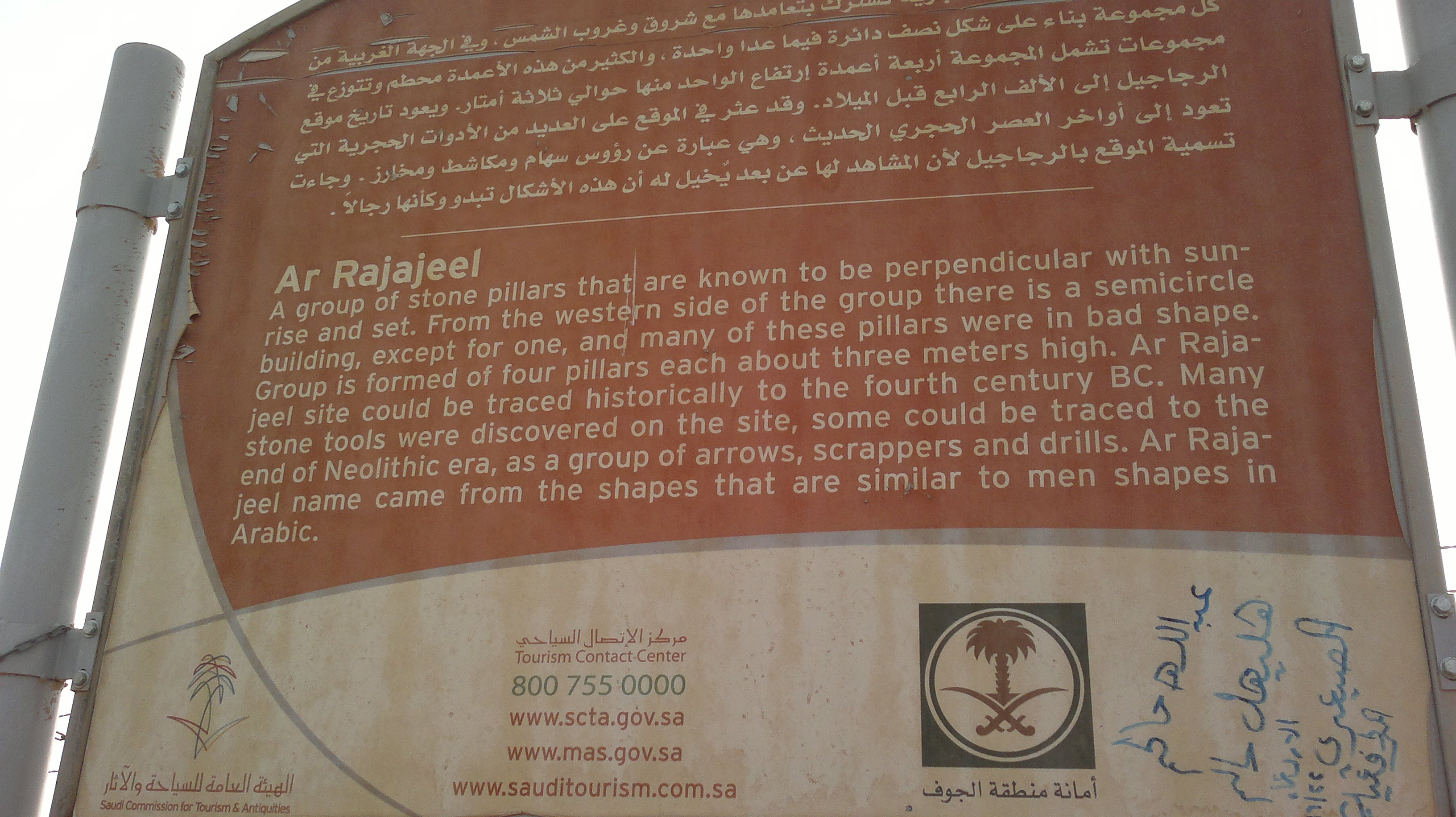
ラジャアジル立石の案内板
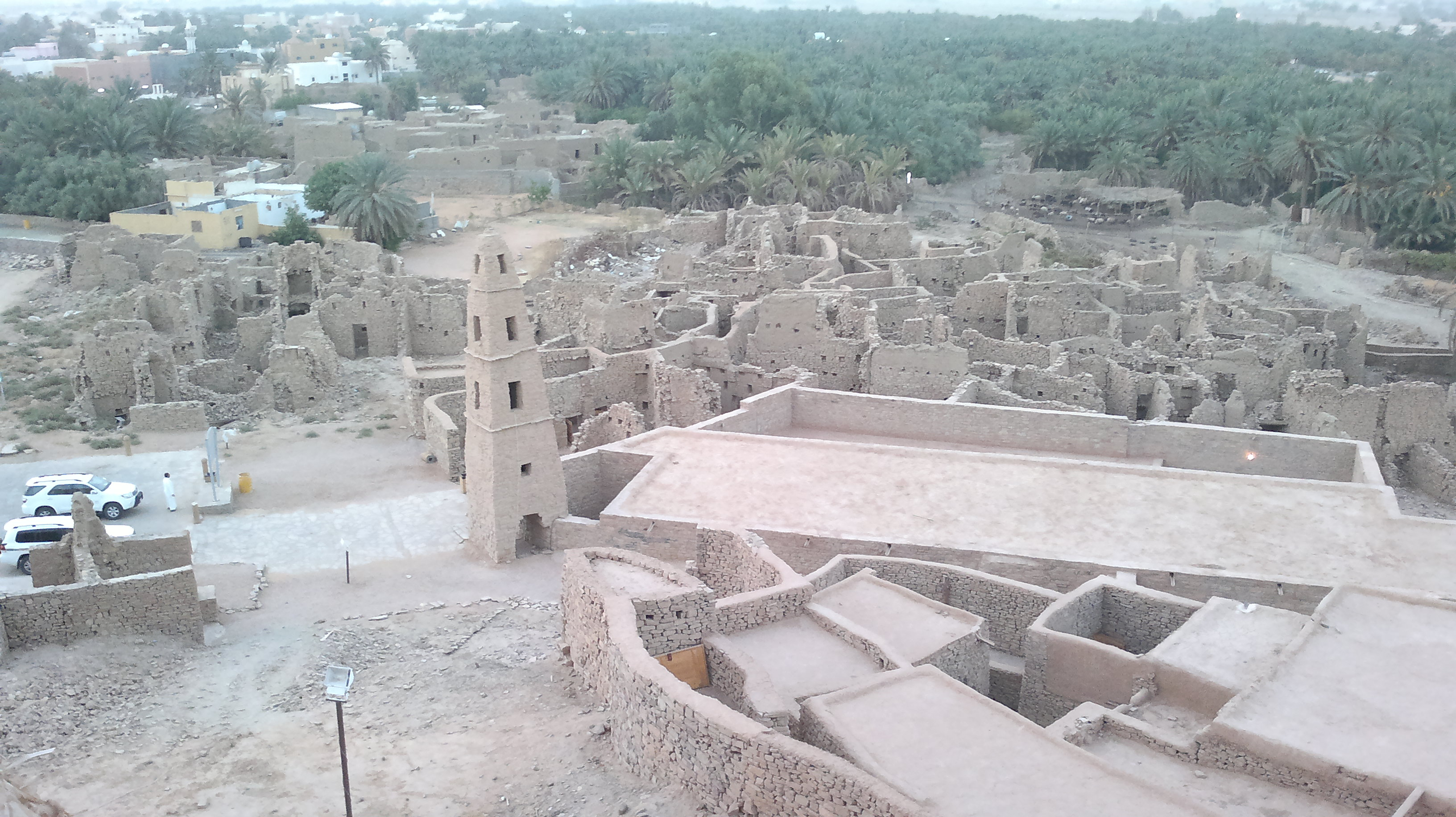
Dumat Al-Jandalにあるオマール・モスク
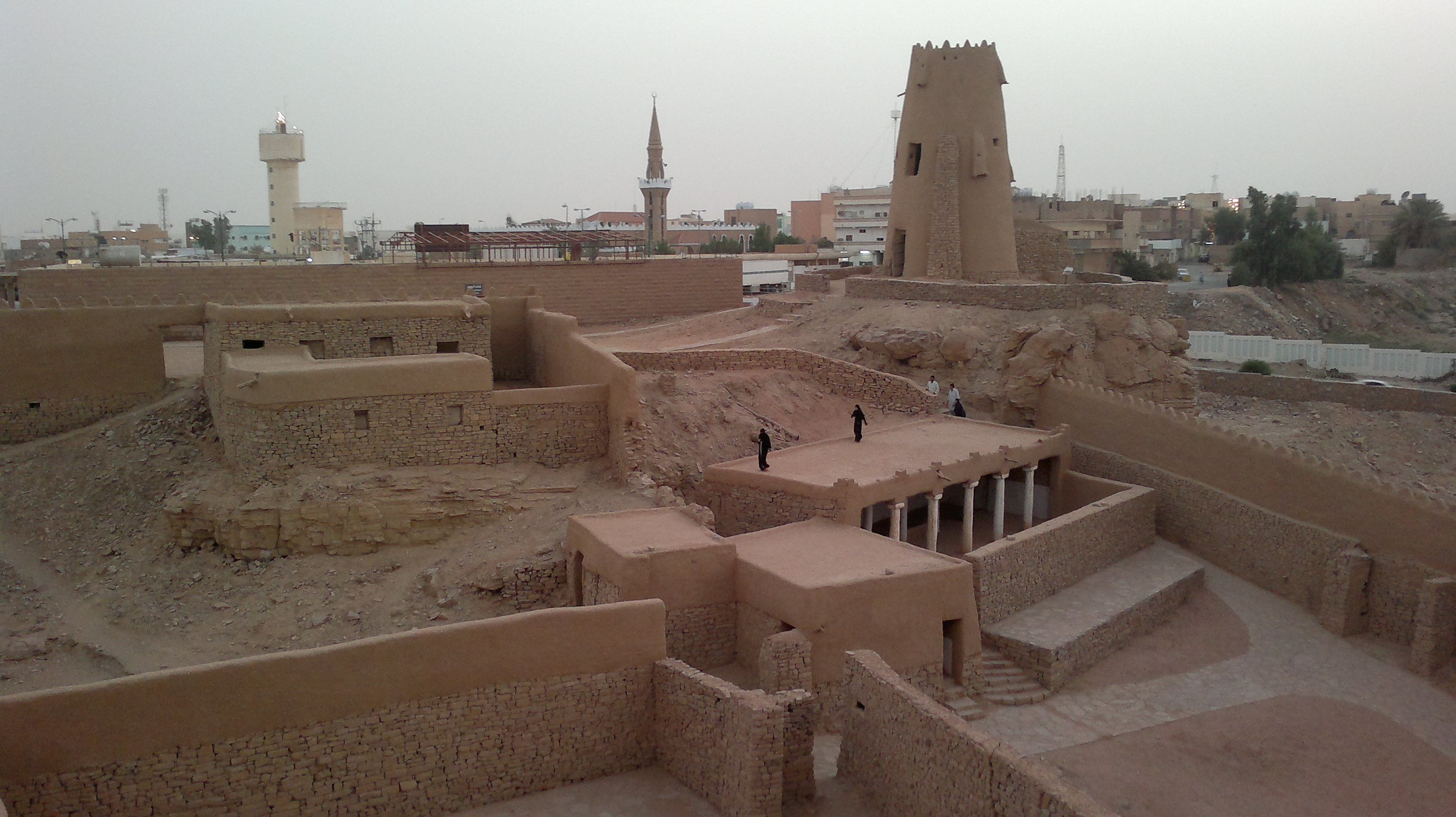
Mard城

サカーカは4000年以上の歴史があり、ラジャアジル立石やオマール・モスク、Mard城といった史跡が存在する。
サウジアラビアの各地では近年急速に開発が進んでいるが、経済的に立ち遅れた地域であるこの地域を支援するために、サウジ政府はジャウフ州、特に州都であるサカーカにおいて多額の投資を行っている。このため、サカーカにおいては古く緊急の修理を要するような建物や遺跡に隣接して、非常に新しい政府庁舎や病院・学校などといった公共建築物が大量に建設された。2005年に創立されたジャウフ大学は急速に規模を拡大し、この都市は大学都市としての機能を持ちつつある。
サカーカはケッペンの気候区分においては高温砂漠気候 (BWh) に属する。
| サカーカの気候                          | サカーカの気候 | サカーカの気候 | サカーカの気候 | サカーカの気候 | サカーカの気候 | サカーカの気候 | サカーカの気候 | サカーカの気候 | サカーカの気候 | サカーカの気候 | サカーカの気候 | サカーカの気候 | サカーカの気候 |
| 月                                      | 1月            | 2月            | 3月            | 4月            | 5月            | 6月            | 7月            | 8月            | 9月            | 10月           | 11月           | 12月           | 年             |
| --------------------------------------- | -------------- | -------------- | -------------- | -------------- | -------------- | -------------- | -------------- | -------------- | -------------- | -------------- | -------------- | -------------- | -------------- |
| 平均最高気温 °C （°F）                  | 15.5 (59.9)    | 18.8 (65.8)    | 23.4 (74.1)    | 29.3 (84.7)    | 34.2 (93.6)    | 37.8 (100)     | 39.4 (102.9)   | 39.4 (102.9)   | 38.1 (100.6)   | 32.6 (90.7)    | 23.2 (73.8)    | 17.3 (63.1)    | 29.08 (84.34)  |
| 日平均気温 °C （°F）                    | 9.7 (49.5)     | 12.6 (54.7)    | 16.7 (62.1)    | 22.6 (72.7)    | 27.5 (81.5)    | 31 (88)        | 32.9 (91.2)    | 32.8 (91)      | 31 (88)        | 25.5 (77.9)    | 17.2 (63)      | 11.2 (52.2)    | 22.56 (72.65)  |
| 平均最低気温 °C （°F）                  | 4 (39)         | 6.5 (43.7)     | 10 (50)        | 15.9 (60.6)    | 20.8 (69.4)    | 24.2 (75.6)    | 26.4 (79.5)    | 26.2 (79.2)    | 23.9 (75)      | 18.4 (65.1)    | 11.2 (52.2)    | 5.2 (41.4)     | 16.06 (60.89)  |
| 降水量 mm （inch）                      | 11 (0.43)      | 4 (0.16)       | 9 (0.35)       | 13 (0.51)      | 0 (0)          | 2 (0.08)       | 0 (0)          | 0 (0)          | 0 (0)          | 10 (0.39)      | 6 (0.24)       | 9 (0.35)       | 64 (2.51)      |
| 出典：Climate-Data.org (altitude: 550m) |                |                |                |                |                |                |                |                |                |                |                |                |                |